# Mike Dixon (musicien)
Pour les articles homonymes, voir Mike Dixon.
Michael "Mike" Dixon est un chef d'orchestre britannique.

## Biographie
En 1979, il est diplômé du Trinity College of Music.
Il dirigea notamment l'orchestre philharmonique royal et l'Orchestre de concert de la BBC (en). En 2004, avec l'orchestre philharmonique de Londres, il enregistre Seven: A Suite for Orchestra de Tony Banks.

## Musicographie
Comédies musicales
- Oh, What a Lovely War!
- The Bodyguard
- Taboo
- Zorro
- Never Forget
- We Will Rock You
- Footloose
- Grease
- Jesus Christ Superstar
- Aspects of Love
- Doctor Dolittle
- Joseph and the Amazing Technicolor Dreamcoat
- La Cage Aux Folles
- Bernstein's Peter Pan
- Bless the Bride
- Mr. Cinders
- Andy Capp

Télévision
- BBC Radio 2 Day
- 12 Hours to Please Me
- This is Lionel Richie
- Text Santa
- BBC Electric Proms
- Concert for Diana
- Glastonbury 2007
- MusiCool
- Pop Idol
- The Royal Variety Show
- Miss World
- British Comedy Awards
- The Queen's Golden Jubilee Rock Concert
- The Prince's Trust 30th Anniversary Concert
- BBC Proms in the Park
- An Audience with Jimmy Tarbuck
- An Audience with Joan Rivers
- Another Audience with Shirley Bassey
- An Audience with Lionel Richie... Live!

## Source de la traduction
- (en) Cet article est partiellement ou en totalité issu de l’article de Wikipédia en anglais intitulé « Mike Dixon (conductor) » (voir la liste des auteurs).